# Station Kaaskerke
Station Kaaskerke is een voormalig spoorwegstation langs spoorlijn 73 (Diksmuide-Adinkerke) in Kaaskerke, een deelgemeente van de stad Diksmuide. In het station takte spoorlijn 74 naar Nieuwpoort af. Het perron was nog aanwezig tot einde jaren 80.
0: Deinze ·
4,5: Grammene ·
6,2: Wontergem ·
8,3: Aarsele ·
15,6: Tielt ·
20,1: Pittem ·
24,0: Ardooie-Koolskamp ·
26,5: Kortekeer ·
31,7: Lichtervelde ·
37,7: Kortemark ·
40,5: Handzame ·
43,7: Zarren ·
47,9: Esen ·
50,4: Diksmuide ·
52,0: Kaaskerke ·
54,8: Oostkerke ·
62,4: Avekapelle ·
65,5: Veurne ·
66,9: Koksijde ·
70,5: De Panne
0,0: Kaaskerke ·
5,9: Pervijze ·
7,6: Booitshoeke ·
10,1: Ramskapelle ·
13,2: Nieuwpoort-Stad ·
15,8: Nieuwpoort-Bad